# 立花ゆうり
立花 ゆうり（たちばな ゆうり、1991年10月23日 - ）は、埼玉県出身の美容ライター。血液型A型、身長153cm。全日本空輸のグランドスタッフとして某空港に勤務していたが、結婚出産を機に転身。2児を育てる傍ら雑誌やテレビ、ウェブサイトで活動する。
日本化粧品検定コスメコンシェルジュ・パーソナルカラー検定を取得しているが、美容師免許は取得していない。

## 出演

### 雑誌
- CanCam（2017年、小学館）
- 美的（2017年、小学館）
- 美的GRAND（2021年、小学館）
- Steady.（2017年、小学館）
- MORE（2017年、集英社）
- MAQUIA（2017年、集英社）
- ESSE（2017年、扶桑社）
- with（2018年、宝島社）
- 100円グッズのベストアイテム（2022年、宝島社）

### web
- DAILYMORE（2016年、集英社）
- ローリエプレス（2017年、エキサイトニュース）
- COLORME（2018年、NewsTV）
- WWD JAPAN（2019年）